# East Hedleyhope
East Hedleyhope – wieś w Anglii, w hrabstwie Durham. Leży 13 km na zachód od miasta Durham i 377 km na północ od Londynu.